# Peter Dahl
Peter Dahl (* 14. Februar 1948 in Kopenhagen) ist ein ehemaliger dänischer Fußballspieler. Der Stürmer hat bei Hannover 96 in den Runden 1973/74 und 1975/76 in der Fußball-Bundesliga 22 Ligaspiele absolviert und zwei Tore erzielt. In der Saison 1974/75 gewann er mit Hannover 96 die Meisterschaft in der 2. Fußball-Bundesliga und kehrte damit in die Bundesliga zurück.

## Laufbahn
Mit dem dänischen Erstligisten Hvidovre IF wurde Dahl in der Saison 1971 hinter Vejle BK dänischer Vizemeister und schloss sich zur Runde 1971/72 Rot-Weiss Essen in der zweitklassigen Fußball-Regionalliga West an. Mit der Elf aus Bergeborbeck erreichte er hinter dem Wuppertaler SV die Vizemeisterschaft und zog damit mit RWE in die Bundesligaaufstiegsrunde ein. Neben Mitspielern wie Günter Fürhoff, Heinz Stauvermann, Hermann Erlhoff, Wolfgang Rausch, Diethelm Ferner, Willi Lippens und Dieter Bast hatte der Angreifer in 28 Ligaspielen 25 Tore erzielt. In der Aufstiegsrunde scheiterte das Team von Trainer János Bédl punktgleich an Kickers Offenbach; Dahl hatte sieben Spiele bestritten und zwei Tore erzielt. Er wurde von mehreren ausländischen Vereinen umworben und wechselte schließlich zur Saison 1972/73 nach Belgien zum Lierse SK. Mit Lierse belegte er den 9. Rang und erzielte dabei in 29 Ligaspielen 15 Tore, womit der Angreifer in der belgischen Torschützenliste den 3. Rang hinter den torgleichen Rob Rensenbrink und Alfred Riedel mit je 16 Toren belegte. In der Winterpause 1973/74 wurde der dänische Nationalstürmer vom abstiegsbedrohten Bundesligisten Hannover 96 verpflichtet. Er debütierte in der Bundesliga am 5. Januar 1974 bei einem 2:2-Heimremis gegen den MSV Duisburg. Die Sechsundneunziger stiegen aber als 18. in die 2. Liga ab und Dahl war nur in acht Spielen zum Einsatz gekommen. Die Konkurrenz war trotz des Abstieges in der Offensive mit Spielern wie Willi Reimann, Roland Stegmayer, Bernd Wehmeyer und Gerd Kasperski vorhanden gewesen.
In die Zweitligasaison 1974/75 starteten Dahl und Kollegen am 10. August 1974 mit einer 1:3-Auswärtsniederlage bei Borussia Dortmund. Als Sturmspitze, unterstützt von den zwei Flügelspielern Bernd Wehmeyer und Roland Stegmayer, absolvierte er alle 38 Ligaspiele und erzielte 23 Tore. Hannover 96 gewann die Meisterschaft und kehrte damit umgehend in die Bundesliga zurück. Wiederum lief es in der Bundesliga aber nicht gut: Nicht für Hannover, aber auch nicht für Dahl. Hannover stieg als 16. in die 2. Liga ab und Dahl hatte lediglich in 14 Ligaspielen zwei Tore erzielt. Er blieb noch die Runde 1976/77 bei den „Roten“, absolvierte 21 Ligaspiele mit sieben Toren und der Bundesligaabsteiger belegte den 5. Rang. Danach endete sein Engagement bei Hannover 96.
Dahl kam in acht Spielen in der dänischen Nationalelf zum Einsatz und konnte drei Tore erzielen. Darunter waren auch zwei WM-Qualifikationsspiele im Mai und Juni 1973 gegen die Tschechoslowakei (1:1, 0:6), wo er mit Mitspielern wie Ole Bjørnmose, Viggo Jensen, Per Røntved und Flemming Lund für Dänemark im Einsatz gewesen war.